# 最佳影音出版獎
傳藝金曲獎最佳傳統表演藝術影音出版獎是由國立傳統藝術中心在臺灣舉辦的現行頒發獎項。

## 歷屆入圍暨得獎名單
|  | 獲獎者 |

### 最佳傳統表演藝術影音出版獎（第25屆～第34屆）
| 年份 （屆次）   | 入圍作品                                                                   |
| --------------- | -------------------------------------------------------------------------- |
| 2014 （第25屆） | 《客家大戲－楚漢相爭「霸王虞姬」》 榮興工作坊                              |
| 2014 （第25屆） | 《安平追想曲》秀琴歌劇團                                                   |
| 2014 （第25屆） | 《南柯夢》財團法人建國工程文化藝術基金會                                   |
| 2014 （第25屆） | 《知己》長德有線電視股份有限公司                                           |
| 2015 （第26屆） | 《客家大戲<背叛>》 榮興工作坊                                              |
| 2015 （第26屆） | 《<韻迴30>旅人樂記》繆斯藝術文化有限公司                                   |
| 2015 （第26屆） | 《不負如來不負卿》尚和歌仔戲劇團                                           |
| 2015 （第26屆） | 《大唐風雲》秀琴歌劇團                                                     |
| 2015 （第26屆） | 《李謩傳奇》琴園國樂團                                                     |
| 2016 （第27屆） | 《客家大戲-潛園風月》 榮興工作坊                                           |
| 2016 （第27屆） | 《又見百變崑生》蘭庭崑劇團                                                 |
| 2016 （第27屆） | 《千古一帝-秦始皇》許亞芬歌子戲劇坊                                        |
| 2016 （第27屆） | 《台味音樂劇-半人》 尚和歌仔戲劇團                                         |
| 2016 （第27屆） | 《國士無雙》明華園天字戲劇團                                               |
| 2017 （第28屆） | 《客家大戲<六國封相－蘇秦>》 榮興工作坊                                    |
| 2017 （第28屆） | 《遶境-音樂會實況影音專輯》繆斯藝術文化有限公司                            |
| 2017 （第28屆） | 《芙蓉歌》一心戲劇團                                                       |
| 2017 （第28屆） | 《驚嘆樂舞 - 2016原住民兒童之夜》財團法人東元科技文教基金會                |
| 2017 （第28屆） | 《信》明華園天字戲劇團                                                     |
| 2018 （第29屆） | 《客家大戲—駝背漢與花姑娘》 榮興工作坊                                     |
| 2018 （第29屆） | 《2017精緻客家大戲—膨風美人》榮興工作坊                                    |
| 2018 （第29屆） | 《蔡文姬》國立臺灣戲曲學院                                                 |
| 2018 （第29屆） | 《李天祿的四個女人》繆斯藝術文化有限公司                                   |
| 2018 （第29屆） | 《驚嘆樂舞—2017臺灣原住民樂舞饗宴》財團法人東元科技文教基金會              |
| 2019 （第30屆） | 《聶采霞的心》 春美歌劇團                                                  |
| 2019 （第30屆） | 《將軍的押不蘆花》尚和歌仔戲劇團                                           |
| 2019 （第30屆） | 《喚魔香》秀琴歌劇團                                                       |
| 2019 （第30屆） | 《一代高僧—鳩摩羅什》許亞芬歌子戲劇坊                                      |
| 2019 （第30屆） | 《偷天還春》明華園天字戲劇團                                               |
| 2019 （第30屆） | 《客家大戲—戲夢情緣》榮興工作坊                                            |
| 2019 （第30屆） | 《咫尺天涯》春美歌劇團                                                     |
| 2020 （第31屆） | 《客家大戲-地獄變》 榮興工作坊                                             |
| 2020 （第31屆） | 《地獄工畫師（鍾馗電影劇場版）》尚和歌仔戲劇團                             |
| 2020 （第31屆） | 《兵臨城下》春美歌劇團                                                     |
| 2020 （第31屆） | 《客家大戲-可待》榮興工作坊                                                |
| 2020 （第31屆） | 《蘇東坡之飛鴻踏雪泥》許亞芬歌子戲劇坊                                     |
| 2021 （第32屆） | 《驚嘆樂舞──2020臺灣原住民樂舞饗宴》 財團法人東元科技文教基金會            |
| 2021 （第32屆） | 《一夜新娘一世妻》榮興工作坊                                               |
| 2021 （第32屆） | 《紅塵觀音・夜琴郎》尚和歌仔戲劇團                                         |
| 2021 （第32屆） | 《陣頭傳奇》長德有線電視股份有限公司                                       |
| 2022 （第33屆） | 《越嶺～聆聽布農的音樂故事》 吉隆有線電視股份有限公司                      |
| 2022 （第33屆） | 《2021金鷹閣電視木偶劇團〈蒼狼血印〉》金鷹閣電視木偶劇團                   |
| 2022 （第33屆） | 《天上‧人間‧桃花源》榮興工作坊                                             |
| 2022 （第33屆） | 《夢斷黑水溝》薪傳歌仔戲劇團                                               |
| 2023 （第34屆） | 《國樂臺語歌劇〈蔥仔開花〉》 臺北市立國樂團                                |
| 2023 （第34屆） | 《2022驚嘆樂舞─臺灣原住民樂舞饗宴 國父紀念館場》財團法人東元科技文教基金會 |
| 2023 （第34屆） | 《中元的構圖》榮興工作坊                                                   |
| 2023 （第34屆） | 《海東奇逢》榮興工作坊                                                     |
| 2023 （第34屆） | 《黃鶴樓》慶美園亂彈劇團                                                   |

### 最佳影音出版獎（第35屆～至今）
| 年份 （屆次）                                                          | 入圍作品                                                       |
| ---------------------------------------------------------------------- | -------------------------------------------------------------- |
| 2024 （第35屆）                                                        | 《蘭芳傳》 榮興工作坊                                          |
| 2024 （第35屆）                                                        | 《2023驚嘆樂舞－臺灣原住民樂舞饗宴》財團法人東元科技文教基金會 |
| 2024 （第35屆）                                                        | 《少年英雄》榮興工作坊                                         |
| 2024 （第35屆）                                                        | 《狐仙》金革國際唱片股份有限公司                               |
| 2025 （第36屆）                                                        |                                                                |
| 《狐狸兒媳──小翠的愛情札記》榮興工作坊                                 |                                                                |
| 《大山客》榮興工作坊                                                   |                                                                |
| 《2024驚嘆樂舞衛武營場──臺灣原住民樂舞饗宴》財團法人東元科技文教基金會 |                                                                |

## 外部連結
- 國立傳統藝術中心 （页面存档备份，存于）
- 第35屆傳藝金曲獎 （页面存档备份，存于）
- 傳藝金曲獎的Facebook專頁